# إيدسون
إيدسون هو لاعب كرة قدم برتغالي في مركز الدفاع، ولد في 2 مارس 1984 في لشبونة في البرتغال. شارك مع منتخب غينيا بيساو لكرة القدم. أما مع النوادي، فقد لعب مع موريرينسي ونادي بيرا مار ونادي تونديلا ونادي سانتا كلارا.

## وصلات خارجية
- إيدسون على موقع الاتحاد الدولي (مؤرشف)  (الإنجليزية)
- إيدسون على موقع قاعدة بيانات كرة القدم.إي يو (الإنجليزية)
- إيدسون على موقع قاعدة بيانات كرة القدم.إي يو (الإنجليزية)
- إيدسون على موقع ناشيونال فوتبول تيمز (الإنجليزية)
- إيدسون على موقع Soccerway.com (الإنجليزية)
- إيدسون على موقع عالم كرة القدم.نت (الإنجليزية)